# More Than Conquerors
More Than Conquerors é o quarto álbum de estúdio da banda Dogwood, lançado a 18 de Maio de 1999.
É o primeiro disco pela gravadora Tooth & Nail Records.

## Faixas
1. "Suffer" - 3:14
2. "Rest Assured" - 1:15
3. "Feel the Burn" - 3:40
4. "Never Die" - 3:06
5. "Out of the Picture" - 2:04
6. "My Best Year" - 2:39
7. "Control" - 3:21
8. "Everything Dies in Time" - 2:35
9. "We Cry Victory" - 2:09
10. "The Pain Is Gone" - 2:25
11. "Confusion Zero" - 2:05
12. "Left Out Cold" - 2:52
13. "More Than Conquerors" - 2:34